# Bielorrusia en el Festival de la Canción de Eurovisión
Bielorrusia ha participado en el Festival de la Canción de Eurovisión en 18 ocasiones. Tras su primera aparición en el Festival de la Canción de Eurovisión Junior, en 2003, debutó en la versión adulta en el Festival de 2004, edición en que se implementaron las rondas semifinales para determinar quiénes competirán en la final. A ella, lograría clasificarse por primera vez en 2007.
Hasta el momento, Bielorrusia solo ha conseguido el pase a la final en 2007, 2010, 2013, 2014, 2017 y 2019. En 2017 fue representada por NaviBand con «Historyja majho žyccia», siendo la primera vez que el país envía una canción compuesta en bielorruso. De entre todas sus participaciones, solo en 2007 logró clasificarse como una de las 10 mejores, obteniendo la sexta posición con «Work your magic», justamente el año en que estuvo avalada por el productor ruso Philip Kirkorov.
Desde el 1 de julio de 2021, el país no cuenta con representación en la Unión Europea de Radiodifusión, ya que a la estación miembro (BRTC) se le suspendió la membresía tras las polémicas por la interferencia del gobierno bielorruso en la libertad de prensa, por lo que el país no puede participar en el certamen europeo y en otras actividades relacionadas con la EBU desde entonces.

## Participaciones
Leyenda
     Ganador
     Segundo puesto
     Tercer puesto
     Cuarto o quinto puesto (Top 5)
     Último puesto
| Año                            | Sede       | Artista                 | Canción                          | Final              | Pts.               | Semifinal          | Pts.               |
| ------------------------------ | ---------- | ----------------------- | -------------------------------- | ------------------ | ------------------ | ------------------ | ------------------ |
| 2004                           | Estambul   | Aleksandra & Konstantin | «My Galileo»                     | No se clasificó    | No se clasificó    | 19                 | 10                 |
| 2005                           | Kiev       | Angelica Agurbash       | «Love me tonight»                | No se clasificó    | No se clasificó    | 13                 | 67                 |
| 2006                           | Atenas     | Polina Smolova          | «Mum»                            | No se clasificó    | No se clasificó    | 22                 | 10                 |
| 2007                           | Helsinki   | Dmitry Koldun           | «Work your magic»                | 6                  | 145                | 4                  | 176                |
| 2008                           | Belgrado   | Ruslán Aliajno          | «Hasta la vista»                 | No se clasificó    | No se clasificó    | 17                 | 27                 |
| 2009                           | Moscú      | Petr Elfimov            | «Eyes that never lie»            | No se clasificó    | No se clasificó    | 13                 | 25                 |
| 2010                           | Oslo       | 3+2 & Robert Wells      | «Butterflies»                    | 24                 | 18                 | 9                  | 59                 |
| 2011                           | Düsseldorf | Anastasia Vinnikova     | «I love Belarus»                 | No se clasificó    | No se clasificó    | 14                 | 45                 |
| 2012                           | Bakú       | Litesound               | «We are the heroes»              | No se clasificó    | No se clasificó    | 16                 | 35                 |
| 2013                           | Malmö      | Alyona Lanskaya         | «Solayoh»                        | 16                 | 48                 | 7                  | 64                 |
| 2014                           | Copenhague | TEO                     | «Cheesecake»                     | 16                 | 43                 | 5                  | 87                 |
| 2015                           | Viena      | Uzari y Maimuna         | «Time»                           | No se clasificó    | No se clasificó    | 12                 | 39                 |
| 2016                           | Estocolmo  | Ivan                    | «Help you fly»                   | No se clasificó    | No se clasificó    | 12                 | 84                 |
| 2017                           | Kiev       | NaviBand                | «Story of my life»               | 17                 | 83                 | 9                  | 110                |
| 2018                           | Lisboa     | Alekseev                | «Forever»                        | No se clasificó    | No se clasificó    | 16                 | 65                 |
| 2019                           | Tel Aviv   | Zena                    | «Like it»                        | 24                 | 31                 | 10                 | 122                |
| 2020                           | Róterdam   | VAL                     | «Da vidna» (Да відна)            | Festival cancelado | Festival cancelado | Festival cancelado | Festival cancelado |
| 2021                           | Róterdam   | Galasy ZMesta           | «Ya nauchu tebya» (Я научу тебя) | Descalificado      | Descalificado      | Descalificado      | Descalificado      |
| No participó entre 2021 y 2025 |            |                         |                                  |                    |                    |                    |                    |

## Polémicas
Bielorrusia se ha visto envuelta en ciertas polémicas en lo relativo a la elección de su representante o la canción.
- En el año 2010, el elegido fue el grupo 3+2. En un principio, la canción que les iba a representar era «Far away», que ya había sido publicada antes de que fuesen elegidos representantes de Bielorrusia. Al incumplir una norma, se hubo de elegir otra: «Butterflies»[3]
- En el año 2011 se descubrió que la canción que iba a representar a Bielorrusia «I am Belorussian» fue publicada antes del 1 de septiembre del año anterior, algo prohibido por el reglamento. Se optó, finalmente, por enviar la canción «I love Belarus», publicada el 14 de marzo.[3]
- En el año 2012, concretamente el día 14 de febrero, se hizo una gala con cinco participantes en el que saldría el representante de Bielorrusia para este año. La ganadora fue Alyona Lanskaya; pero el día 24 de febrero se inició una investigación y averiguaron que el equipo de Alyona manipuló el televoto para que le dieran los doce puntos a ella, por lo que Alyona quedó descalificada. Con esta decisión, los segundos, que fue el grupo Litesound, representaron a Bielorrusia.[4]
- En el año 2013, la elegida fue Alyona Lanskaya, la cantante que el año anterior fue descalificada. Esta vez la polémica vino a raíz de que cambiaron la canción por la que representaría a Bielorrusia, llamada «Rhythm of love». Finalmente Alyona presentó la canción de «Solayoh», con la que acudió al festival.
- En el año 2016, Ivan pretendía cantar su canción desnudo y con un lobo en el escenario, algo que está totalmente en contra de las normas, por lo que al final solo lo hizo virtualmente.
- En el año 2019, el jurado profesional bielorruso desveló públicamente sus votaciones de la primera semifinal, cosa que va en contra de las normas. Así, en la final fue sustituido por una media de los resultados obtenidos en los jurados de su misma zona geopolítica, es decir, Armenia, Azerbaiyán, Georgia y Rusia. A la hora de anunciar los puntos del jurado, debido a un error humano, esta votación se obtuvo a la inversa, es decir, el "jurado bielorruso" otorgó 12 puntos a Israel, 10 a Estonia y 8 a Alemania, en vez de otorgar el 12 a Malta, el 10 a Macedonia del Norte y el 8 a Chipre. Cuatro días después, la Unión Europea de Radiodifusión solucionó el error y publicó la clasificación definitiva. España fue uno de los países afectados, puesto que perdió 6 puntos, aunque su posición no fue alterada.

### Descalificación de 2021
En la edición de 2021, la canción presentada para participar en el certamen, «Ya Nauchu Tebya» del grupo Galasy ZMesta, fue descalificada por contenido político, ya que en la composición se hacían alegorías al régimen del presidente bielorruso, Aleksandr Lukashenko. Tras una segunda oportunidad para cambiar la letra o enviar una nueva canción para concursar, se presentó una nueva canción. Finalmente, Bielorrusia fue descalificada debido a que el nuevo tema presentado, «Pesenka», seguía conteniendo tintes políticos y eso supone un incumplimiento de las normas del festival. 

### Suspensión de membresía de la Unión Europea de Radiodifusión
El 28 de mayo del mismo 2021, días después de la gran final del Festival de la Canción de Eurovisión 2021, la UER acordó proponer la suspensión de la membresía de la única estación miembro de Bielorrusia (BTRC) en la organización, dando como argumentos la interferencia del gobierno en la libertad de prensa y la democracia, las polémicas declaraciones del presentador Grigory Azarenok sobre los ganadores de la edición de 2021 del festival (Maneskin), y el festival en general; y el descontento por parte de los directivos de la cadena bielorrusa por las dos propuestas para la edición de 2021 que fueron rechazadas por contenido político explícito que va en contra de las normas y fue causante de la descalificación del país en dicha edición. La UER le concedió a la BTRC dos semanas de gracia para responder por lo ocurrido antes de que hacer efectiva la suspensión como miembro.

Mira lo que ha ganado Eurovisión. Es un bestiario de pervertidos, homosexuales degenerados, basura que sabe a sida. [...] Preferimos la dictadura. Todo el mundo se hundirá en el abismo y Bielorrusia será una isla de libertad.
Declaraciones de Grigory Azarenok

Desde el 1 de julio de 2021, la membresía de la estación miembro bielorrusa está suspendida por parte de la UER, lo cual conlleva que ya no podrá contar con los servicios que disfrutaba como miembro. Por su parte, la BTRC realizó un comunicado tras su expulsión en el que se muestra muy dura y critica el comportamiento de la organización, critica y acusa a otras estaciones miembros de la UER de cargar contra Bielorrusia, y en el que sentencia no querer volver a la organización.

La compañía Belteleradio con una sonrisa y algo de satisfacción da la bienvenida al hecho tan esperado de la suspensión de la cooperación con la UER, una organización que no ha tenido, no tiene y nunca tendrá su propia opinión. [...] 

Por supuesto, la UER sabe que los países occidentales participaron en la preparación del golpe en Bielorrusia. Todos sabemos que los miembros de la UER, locutores de servicio público en varios países, son servidores de las élites gobernantes. Locutores de Polonia, Lituania, República Checa: sus informes sobre Bielorrusia nos recuerdan las historias de la televisión estadounidense en los peores años. [...] 

También ahorraremos muchos millones de euros y cumpliremos el sueño de la mayoría de los bielorrusos. ¡No más Eurovisión!
Белтелерадиокомпания с улыбкой и некоторым удовлетворением приветствует долгожданный факт приостановления сотрудничества с ЕВС - организацией, у которой не было, нет и никогда не будет своего мнения. [...] 

Конечно, в ЕВС знают, что страны Запада участвовали в подготовке переворота в Беларуси. Мы все знаем, что члены ЕВС, общественные вещатели ряда стран, являются обслугой правящих элит. Вещатели из Польши, Литвы, Чехии - их репортажи о Беларуси напоминают нам сюжеты американского телевидения в худшие годы. [...] 

А еще мы сэкономим много миллионов евро и исполним мечту большинства жителей Беларуси. Больше без "Евровидения"!
Extractos traducidos y originales del comunicado de la Compañía Nacional de Radio y Televisión de Bielorrusia

## Votación de Bielorrusia
Hasta su última participación, en 2019, la votación de Bielorrusia ha sido:
| Más puntos otorgados solo en la gran final | Más puntos otorgados solo en la gran final | Más puntos otorgados solo en la gran final |
| Pos.                                       | País                                       | Puntos                                     |
| ------------------------------------------ | ------------------------------------------ | ------------------------------------------ |
| 1                                          | Rusia                                      | 166                                        |
| 2                                          | Ucrania                                    | 126                                        |
| 3                                          | Azerbaiyán                                 | 71                                         |
| 4                                          | Noruega                                    | 66                                         |
| 5                                          | Suecia                                     | 53                                         |

| Más puntos otorgados en semifinales y final | Más puntos otorgados en semifinales y final | Más puntos otorgados en semifinales y final |
| Pos.                                        | País                                        | Puntos                                      |
| ------------------------------------------- | ------------------------------------------- | ------------------------------------------- |
| 1                                           | Ucrania                                     | 215                                         |
| 2                                           | Rusia                                       | 212                                         |
| 3                                           | Moldavia                                    | 104                                         |
| 4                                           | Lituania                                    | 101                                         |
| 5                                           | Noruega                                     | 99                                          |

| Más puntos recibidos solo en la final | Más puntos recibidos solo en la final | Más puntos recibidos solo en la final |
| Pos.                                  | País                                  | Puntos                                |
| ------------------------------------- | ------------------------------------- | ------------------------------------- |
| 1                                     | Ucrania                               | 50                                    |
| 2                                     | Rusia                                 | 41                                    |
| 3                                     | Azerbaiyán                            | 32                                    |
| 4                                     | Georgia                               | 31                                    |
| 5                                     | Moldavia                              | 26                                    |

| Más puntos recibidos en semifinales y final | Más puntos recibidos en semifinales y final | Más puntos recibidos en semifinales y final |
| Pos.                                        | País                                        | Puntos                                      |
| ------------------------------------------- | ------------------------------------------- | ------------------------------------------- |
| 1                                           | Ucrania                                     | 155                                         |
| 2                                           | Rusia                                       | 89                                          |
| 3                                           | Georgia                                     | 87                                          |
| 4                                           | Lituania                                    | 83                                          |
| 5                                           | Moldavia                                    | 77                                          |

## 12 puntos
- Bielorrusia ha dado 12 puntos a:

| Año  | País y Bandera |
| ---- | -------------- |
| 2004 | Ucrania        |
| 2005 | Israel         |
| 2006 | Rusia          |
| 2007 | Moldavia       |
| 2008 | Ucrania        |
| 2009 | Islandia       |
| 2010 | Rusia          |
| 2011 | Ucrania        |
| 2012 | Ucrania        |
| 2013 | Ucrania        |
| 2014 | Grecia         |
| 2015 | Rusia          |

| Año                            | Jurado   | Televoto |
| ------------------------------ | -------- | -------- |
| 2016                           | Bélgica  | Ucrania  |
| 2017                           | Bulgaria | Bulgaria |
| 2018                           | Albania  | Armenia  |
| 2019                           | Estonia  | Islandia |
| No participó entre 2021 y 2025 |          |          |

| Año  | País y Bandera |
| ---- | -------------- |
| 2004 | Rusia          |
| 2005 | Rusia          |
| 2006 | Rusia          |
| 2007 | Rusia          |
| 2008 | Rusia          |
| 2009 | Noruega        |
| 2010 | Rusia          |
| 2011 | Georgia        |
| 2012 | Rusia          |
| 2013 | Ucrania        |
| 2014 | Rusia          |
| 2015 | Rusia          |

| Año                            | Jurado   | Televoto |
| ------------------------------ | -------- | -------- |
| 2016                           | Rusia    | Rusia    |
| 2017                           | Bulgaria | Bulgaria |
| 2018                           | Chipre   | Ucrania  |
| 2019                           | Malta    | Rusia    |
| No participó entre 2021 y 2025 |          |          |

## Galería de imágenes
|                                  |
| Dmitry Koldun en Helsinki (2007) |

|                                   |
| Ruslán Aliajno en Belgrado (2008) |

|                    |
| 3+2 en Oslo (2010) |

|                          |
| Litesound en Bakú (2012) |

|                                 |
| Alyona Lanskaya en Malmö (2013) |

|                          |
| TEO en Copenhague (2014) |

|                                 |
| Uzari y Maimuna en Viena (2015) |

|                          |
| IVAN en Estocolmo (2016) |

|                         |
| NAVIBAND en Kiev (2017) |

|                           |
| ALEKSEEV en Lisboa (2018) |

|                         |
| Zena en Tel Aviv (2019) |